# Charlotte Cortlandt Ellis
Pour les articles homonymes, voir Cortlandt et Ellis.
Charlotte Cortlandt Ellis (27 juin 1874 - 17 mars 1956) est une collectionneuse de plantes amateur américaine active au Nouveau-Mexique. Elle découvre plusieurs taxons de plantes et a collecté quelque 500 spécimens de plantes.

## Enfance et éducation
Elle naît dans une famille de pionniers et a peu d'éducation, mais en 1892, elle peut s'inscrire à l'université du Nouveau-Mexique à Albuquerque. Elle y fait sa première collection de plantes. En mai 1893, cependant, après seulement huit mois et demi, son père la retire de l'université pour aider la famille à démarrer un nouveau ranch dans un endroit isolé des Sandia Mountains. À la fin des années 1890, elle entre en contact avec Theodore Dru Alison Cockerell et Elmer Ottis Wooton, tous deux alors au New Mexico College of Agriculture and Mechanical Arts à Las Cruces (aujourd'hui sur le campus de l'université d'État du Nouveau-Mexique) près de Mesilla. Elle entretient une correspondance avec Cockerell et d'autres botanistes notables pendant des décennies par la suite.

## Collecte de plantes
Charlotte Ellis est connue pour avoir collecté plus de 980 spécimens de plantes d'au moins 345 espèces, dont au moins quelques-uns sont utilisés pour créer la description scientifique formelle et le nom de ce taxon particulier de plante. Elle ne maintient pas un système de numérotation et ses spécimens sont répartis dans au moins quatorze herbiers, et ne sont donc pas conservés dans une collection séparée. Il s'agit notamment des herbiers locaux de l'université du Nouveau-Mexique (2 feuilles) et de l'université d'État du Nouveau-Mexique (75), mais aussi de l'Herbier national des États-Unis et des herbiers des Jardins botaniques de New York et du Missouri. Comme beaucoup de ses collections portent sur des plantes très communes, la majorité de ces spécimens ont probablement disparu des collections générales — plusieurs millions de feuilles de milliers de collectionneurs — et n'ont jamais été indexés pour la base de données. Ainsi, environ 80 % d'entre eux sont maintenant « perdus », mais les spécimens qui se trouvent dans les herbiers du Nouveau-Mexique sont indexés et accessibles. La quasi-totalité, si ce n'est la totalité, de ses collections sont réalisées dans les Sandia Mountains dans les années 1900 à 1910. En février 2021, les spécimens collectés par Ellis sont utilisés pour permettre 18 publications scientifiques récentes.
Les spécimens holotypes qu'elle découvres et collectés comprennent primula ellisiae (un synonyme de p. rusbyi), dodecatheon ellisiae (maintenant d. dentatum subsp. ellisiae) et astragalus praelongus var. ellisiae qui nommées en son honneur. Elle a également recueilli les holotypes d'achillea iaxiflora (un synonyme d'A. millefolium) et de tium stenolobum (un synonyme d'astragalus scopulorum). Elle envoie à Joseph Nelson Rose un spécimen d'opuntia qu'elle a recueilli en 1910 dans les montagnes près de Placitas.